# HC SKP Beroun
HC SKP Beroun (celým názvem: Hockey Club SKP Beroun) byl český klub ledního hokeje, který sídlil ve městě Beroun ve Středočeském kraji. Zanikl v roce 2012. Největším úspěchem klubu byla čtyřletá účast v Meziokresním přeboru, šesté nejvyšší soutěži ledního hokeje v České republice.
Své domácí zápasy odehrával na zimním stadionu Beroun s kapacitou 2 272 diváků.

## Přehled ligové účasti
Stručný přehled
Zdroj:
- 2008–2010: Středočeský meziokresní přebor – sk. A (6. ligová úroveň v České republice)
- 2010–2012: Středočeský meziokresní přebor – sk. B (6. ligová úroveň v České republice)

Jednotlivé ročníky
Zdroj:
Legenda: ZČ - základní část, červené podbarvení - sestup, zelené podbarvení - postup, fialové podbarvení - reorganizace, změna skupiny či soutěže
| Česko (2008 – 2012) |                                        |           |          |                                       |               |
| Sezóny              | Soutěž                                 | Úroveň    | ZČ       | Play-off, nadstavba, sk. o udržení... | Poznámky      |
| 2008/09             | Středočeský meziokresní přebor – sk. A | 6. úroveň | 2. místo | Finálová skupina (5. místo)           |               |
| 2009/10             | Středočeský meziokresní přebor – sk. A | 6. úroveň | 7. místo |                                       | Změna skupiny |
| 2010/11             | Středočeský meziokresní přebor – sk. B | 6. úroveň | 5. místo | Čtvrtfinále                           |               |
| 2011/12             | Středočeský meziokresní přebor – sk. B | 6. úroveň | 7. místo | Skupina o umístění (11. místo)        |               |